# Metaphidippus lanceolatus
Metaphidippus lanceolatus là một loài nhện trong họ Salticidae.
Loài này thuộc chi Metaphidippus. Metaphidippus lanceolatus được Frederick Octavius Pickard-Cambridge miêu tả năm 1901.